# رولز رويس ترنت 700
رولز رويس ترنت 700 (بالإنجليزية: Rolls-Royce Trent 700)‏ هو محرك توربيني مروحي، واحدا من عائلة محركات ترنت . طّور من محرك رولز رويس أر بي 211 و هو أول خيار قدم من عائلة محركات ترنت . ورولز رويس ترنت 700 هو المحرك الذي تزود به طائرة إيرباص إيه 330 .

## التصميم والتطوير

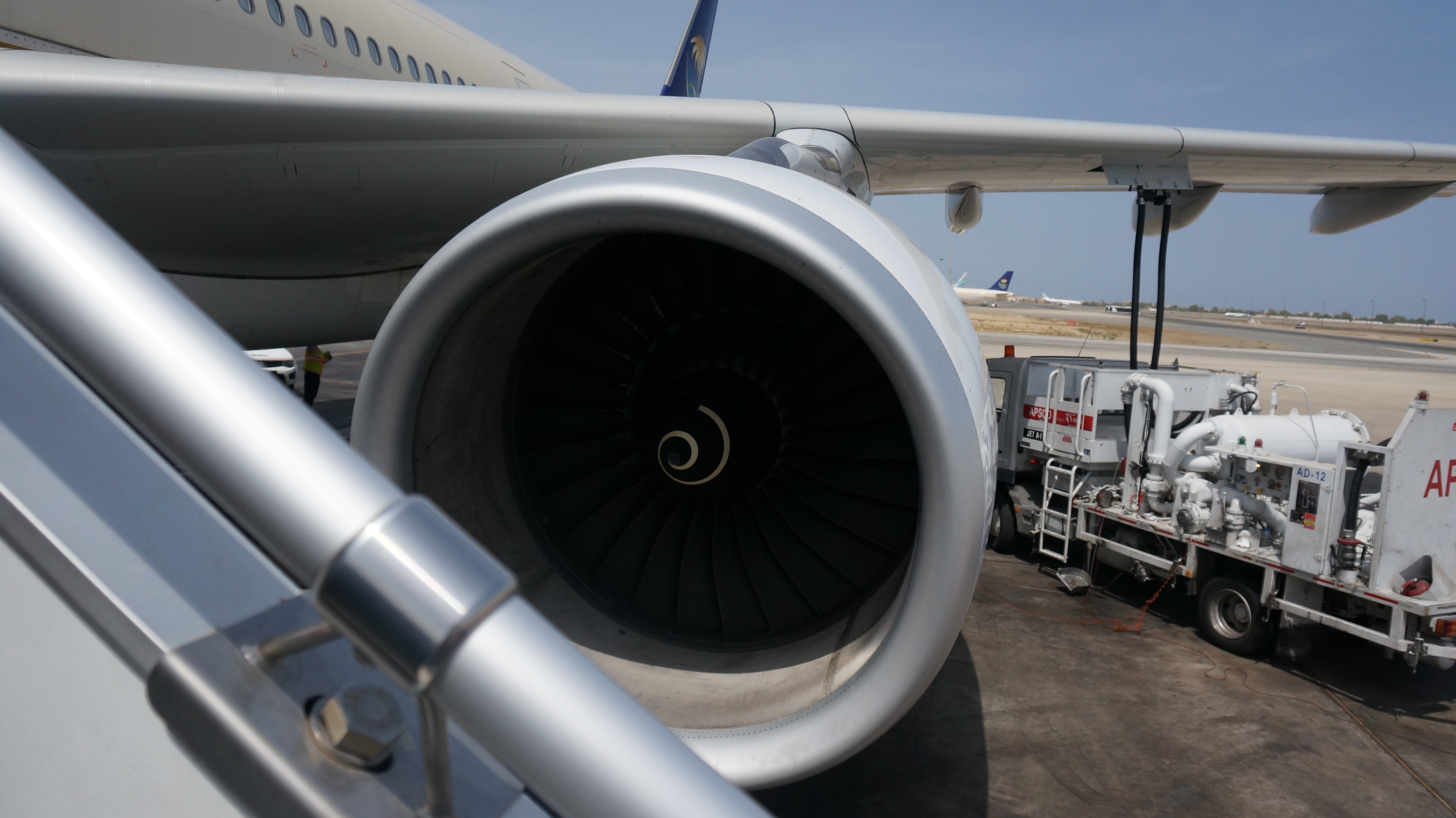
محرك رولز رويس ترينت 772سي-60 مثبت على طائرة الخطوط السعودية إيرباص إيه 330-300

في أواخر ثمانينات القرن العشرين وعندما كانت إيرباص تخطط لإنتاج طائرتها النفاثة الجديدة من طراز إيرباص إيه 330، اقترحت رولز رويس نسخة من محرك ترينت 600 (والمعروف باسم ترينت 680) ليكون المحرك المثبت عليها. لكن، مع زيادة الوزن لتصميمي لإيرباص إيه 330، أصبح من الواضح أنها نسلتزم قوة دفع أكبر من القوة التي يقدمها محرك ترينت 600، واقترحت رولز رويس محرك ترنت 720، وهو أول طراز يقدم من سلسلة محركات ترينت 700.
في أبريل 1989 خطوط كاثي باسيفيك أصبحت أول زبون يختار طائرة ايرباص تعمل بمحركات رولز رويس عندما طلبت عشر طائرات إيرباص إيه 330 مزودة بمحركات ترينت 700. في الشهر التالي خطوط عبر العالم الجوية (TWA) حذت حذوها مع طلبية لشراء عشرين طائرة إيرباص إيه 330. كما اختارت شركة طيران كندا المحرك لأسطولها المكون من ثمانية طائرات إيرباص إيه 330-300.
ترينت 700 دار لأول مرة في أغسطس 1990، وحصل على شهادة الاعتماد والمصادقة في يناير عام 1994. وحصل على شهادة موافقة ايتابس-90 دقيقة في مارس 1995، وجرى تمديدها إلي ايتابس-120 دقيقة في ديسمبر 1995 ومن ثما إلي ايتابس-180 دقيقة في مايو 1996.
في عام 2009 قدمت رولز رويس نسخة مطورة من المحرك، يطلق عليها اسم ترينت 700إي بي (700EP) (تحسين الأداء- enhanced performance)، والذي تضمن مجموعة من التحسينات المستمدة من سلسة عائلة محركات ترنت التي صنعت لاحقا، و(خصوصا ترينت 1000). وشملت هذه التغييرات على حواف طرفية بيضاوية الشكل، ومروحة محسنة، وفسحات خلوص لأطراف توربين الضغط العالي. وفي المجمل وفرت هذه التحسينات تحسنا بنسبة 1.2٪ في استهلاك الوقود لمحرك ترينت 700. وأيضا أصبحت بعض التحسينات متوفرة كتحديثات للمحركات التي صنعت في وقت سابق والعاملة في شركات الطيران.
رولز رويس تدعي أن ترينت 700 لديه أدنى دورة لحرق الوقود، وأهدأ وأنظف محرك متاح على عائلة إيرباص إيه 330. كاثي باسيفيك هي أكبر مشغل، مع 31 طائرة إيرباص إيه 330 تعمل بطاقة محركات ترينت 700. وتلقت رولز رويس أوامر لشراء (140) محركا خلال معرض باريس الجوي في يونيو 2007. و ترينت 700 هو ثالث محرك إلى السوق لدفع طائرة إيرباص إيه 330 بعد محركي جي إي وبرات آند ويتني. ووفقا لموقع رولز رويس، فأنه اعتبارا من نوفمبر 2012 حصل المحرك على حصة سوقية تبلغ 57٪، ومنذ إدخال الطراز ترينت 700إي بيفي عام 2009 أصبحت حصتها في السوق أكثر من 70٪.

## الاستخدامات
ومحرك ترينت 700 يزود عائلة إيرباص إيه 330 بقوى الدفع. و يتوفر في تقييمين لقوى الدفع هما:
- 67,500 رطل (300 كيلو نيوتن).
- 71,100 رطل (316 كيلو نيوتن).

ودخل المحرك الخدمة لأول مرة على طائرات إيرباص إيه 330 مع خطوط كاثي باسيفيك في مارس 1995.

## الطرازات
ترينت 768-60
حصل على شهادة اعتماد ومصادقة في يناير عام 1994، وصنف بقوة دفع تبلغ 67,500 رطل (300 كيلو نيوتن) عند الإقلاع. ويستخدم في طراز إيرباص إيه 330-341.
ترينت 772-60
حصل على شهادة اعتماد ومصادقة في مارس 1994، وصنف بقوة دفع تبلغ 71,100 رطل (316 كيلو نيوتن) عند الإقلاع. ويستخدم في طراز إيرباص إيه 330-342.
ترينت 772بي-60
حصل على شهادة اعتماد ومصادقة في سبتمبر 1997، وصنف بقوة دفع تبلغ 71,100 رطل (316 كيلو نيوتن) عند الإقلاع، وتنتج التوجه إضافية مقارنة بمحرك 772-60 ما بين 610 متر (2,000 قدم) إلي 2440 متر (8,000 قدم). ويستخدم في طرازات إيرباص إيه 330-243 وإيرباص إيه 330-343أكس.
ترينت 772سي-60
حصل على شهادة اعتماد ومصادقة في مارس 2007، وصنف بقوة دفع تبلغ 71,100 رطل (316 كيلو نيوتن) عند الإقلاع، وينتج قوة دفع إضافية مقارنة بمحرك 772بي-60 فوق 2440 متر (8,000 قدم). ويستخدم في طرازات إيرباص إيه 330-243 وإيرباص إيه 330-343أكس.

## المواصفات (ترنت 700)

### الخصائص العامة
- نوع: محرك مروحي ذو ثلاثة أعمدة، مع نسبة التفافية عالية
- الطول: 3.91 متر (154 بوصة)
- القطر: 2.473 م (97.4 بوصة) (قطر المروحة [5])
- الوزن الجاف: 4,785 كجم (10549 رطل)
- نسبة التجاوز: 5.0:1

### مكونات
- ضاغط: مروحة من مرحلة واحدة، ضاغط ضغط منخفض من ثمانية مراحل، ضاغط الضغط العالي من ستة مراحل
- الاحتراق : احتراق حلقي واحد، مع 24 حاقن للوقود.
- التوربين : شاحن توربيني للضغط العالي (HP) من مرحلة واحدة، شاحن توربيني للضغط المتوسط (IP) من مرحلة واحدة، شاحن توربيني للضغط المنخفض (LP) من أربع مراحل

### أداء
- أقصى قوة دفع :
- نسبة الضغط الكلي : 33.7-35.5:1
- التوجه إلى نسبة الوزن :
- محددة استهلاك الوقود : 0.565 (ترينت 772، SFC رطل / ساعة / رطل) [6]
- نسبة القوة إلى الوزن :
- سعر المحرك الواحد من عائلة محرك رولز رويس ترنت 700: هو بين 35.5 و 37.5 مليون دولار امريكى.

## قوائم ذات صلة
- قائمة محركات الطائرات

## وصلات خارجية
- رولز رويس بي إل سي - ترينت 700–